# 27 شوال
- السبت
- الأحد
- الاثنين
- الثلاثاء
- الأربعاء
- الخميس
- الجمعة

- 2929 مارس 2025
- 130 مارس 2025
- 231 مارس 2025
- 31 أبريل 2025
- 42 أبريل 2025
- 53 أبريل 2025
- 64 أبريل 2025
- 75 أبريل 2025
- 86 أبريل 2025
- 97 أبريل 2025
- 108 أبريل 2025
- 119 أبريل 2025
- 1210 أبريل 2025
- 1311 أبريل 2025
- 1412 أبريل 2025
- 1513 أبريل 2025
- 1614 أبريل 2025
- 1715 أبريل 2025
- 1816 أبريل 2025
- 1917 أبريل 2025
- 2018 أبريل 2025
- 2119 أبريل 2025
- 2220 أبريل 2025
- 2321 أبريل 2025
- 2422 أبريل 2025
- 2523 أبريل 2025
- 2624 أبريل 2025
- 2725 أبريل 2025
- 2826 أبريل 2025
- 2927 أبريل 2025
- 3028 أبريل 2025
- 129 أبريل 2025
- 230 أبريل 2025
- 31 مايو 2025
- 42 مايو 2025

27 شوَّال أو 27 شوَّال المُکَرَّم أو 27 شوَّال المكرَّمة أو يوم 27 \ 10 (اليوم السابع والعشرون من الشهر العاشر) هو اليوم الثالث والتسعون بعد المائتين (293) من أيَّام السنة (أو الرابع والتسعون بعد المائتين لو كان شهر شعبان مُتممًا لليوم الثلاثين أو الخامس والتسعون بعد المائتين لو أتم كلاً من صفر وربيع الآخر وجمادى الآخرة وشعبان ثلاثين يوماً) وفق التقويم الهجري القمري (العربي). يبقى بعده 61 أو 62 يومًا لانتهاء السنة.

## أحداث
- 3 ق.هـ - الرسول محمد يخرج إلى الطائف بعد وفاة عمه أبو طالب وزوجته خديجة بنت خويلد وبعد اشتداد أذى قريش، وكان معه زيد بن حارثة، وقيل علي بن أبي طالب، فدخل على سادات الطائف ـ وهم بنو عبد باليل ـ فدعاهم إلى الإسلام فما أجابوه، وطلب منهم الجوار فما أجاروه، بل أغروا به النساء والعبيد والصبيان، فجعلوا يضربونه بالحجارة حتى أدموا جسده، فخرج من الطائف ويخط في الأرض خطاً من دمه، فكان ذلك اليوم أشد يوم مرَّ عليه في حياته.
- 1292هـ - الخديوي إسماعيل يبيع أسهم مصر في قناة السويس لبريطانيا، وكان يقدر عدد الأسهم بمائة وسبعين ألف سهم.
- 1352هـ - الإمام يحيى حميد الدين يوقع اتفاقاً مع بريطانيا في صنعاء لمدة أربعين عاماً، يعترف فيه بسلطة بريطانيا على جنوب اليمن مقابل الاعتراف باستقلال شمال اليمن.
- 1374هـ - البث التلفزيوني الأول في المملكة العربية السعودية، وكانت القناة تسمى عين الصحراء.
- 1381هـ - الولايات المتحدة تنسحب من قاعدة الظهران في المملكة العربية السعودية.
- 1391هـ -
  - الجنرال نيازي قائد القوات المسلحة الباكستانية يوقّع على استسلام قواته لقائد القوات الهندية الجنرال أورورا أثناء الحرب بين البلدين، والتي استطاعت خلالها الهند تحقيق انتصار كبير على باكستان بعد أسبوعين من القتال.
  - انفصال بنجلاديش عن باكستان، وتزعم الشيخ مجيب الرحمن أول حكومة بعد الانفصال.
- 1410هـ - اتحاد الجمهورية العربية اليمنية وجمهورية اليمن الديمقراطية الشعبية بدولة واحدة تحت اسم الجمهورية اليمنية، وإتفق على تكوين مجلس رئاسي يتولى شؤون الرئاسة وتكون رئاسته لرئيس الجمهورية العربية اليمنية علي عبد الله صالح وأن يتولى منصب نائب الرئيس رئيس جمهورية اليمن الديمقراطية الشعبية علي سالم البيض.
- 1432هـ -
  - ملك السعودية عبد الله بن عبد العزيز آل سعود يعلن في خطاب افتتاح أعمال دورة مجلس الشورى عن قراره السماح للمرأة الدخول في عضوية مجلس الشورى والانتخاب والترشح في المجالس البلدية.
  - المجلس الأعلى للقوات المسلحة في مصر يعدل الإعلان الدستوري الصادر قبل بضعة شهور لتكون الانتخابات البرلمانية بنظام القائمة النسبية المغلقة والنظام الفردي.
- 1436هـ - كتائب القسام تستولي على طائرة إستطلاع إسرائيلية من نوع سكايلارك 1 وتدخلها في خدمتها.
- 1442هـ - تصادم قطارين في مقاطعة غوتكي الباكستانية يؤدي لمقتل 63 شخصًا.

## مواليد
- 341هـ - مجد الدین أبو الحسن کسایي، شاعر مسلم.
- 1325هـ - نقولا زيادة، مؤرخ لبناني من أصل فلسطيني.
- 1333هـ - أحمد حماني، رئيس جمعية العلماء المسلمين الجزائريين.
- 1376هـ -
  - علاء الأسواني، روائي مصري.
  - نادين الخوري، ممثلة سورية.
- 1391هـ - نجاتي شاشماظ، ممثل تركي.
- 1400هـ - جواد نكونام، لاعب كرة قدم إيراني.
- 1402هـ - مشاري العرادة، منشد كويتي.

## وفيات
- 1088هـ - ابن السمان الدمشقي، عالِم موسوعي وأديب سوري عثماني.
- 1365هـ - أبو الحسن الموسوي الأصفهاني، مرجع وفقيه شيعي إثني عشري.
- 1412هـ - شعاع إبراهيم المنصور، لغوية وكاتبة قصصية سعودية.
- 1416هـ - حسين مؤنس، مؤرخ مصري.
- 1420هـ - عدنان بركات، ممثل سوري.
- 1432هـ - ذياب عوانة، لاعب كره قدم إماراتي.
- 1433هـ - إسماعيل عبد الحافظ، مخرج مصري.

## وصلات خارجية
- موقع قصة الإسلام: حدث في شهر شوَّال.